# Neo Naturists
Neo Naturists är en konstnärsgrupp som skapades under 1980-talet med inriktning på performancekonst och kroppskonst. 
Gruppen startades av Christine Binnie, Jennifer Binnie och Wilma Johnson år 1981 i London. Flera andra konstnärer, bland annat Grayson Perry medverkade i gruppen.  Det senaste framträdandet anordnades på Hayward Gallery juni 2012, vilket var första gången alla de tre grundarna deltog i en performance sedan 1986.
Gruppen har medvetet använt en anarkistisk och entusiastisk men omodern hippie-stil med kroppsmålning, nakenhet, matlagning, svett och smuts för att provocera sin tids Thatcherism.
I konstverken har de använt sina egna kroppar för att föra fram ett feministiskt budskap om kropp, kroppslighet, sexualitet och sexualpolitik. Som levande målningar har de framfört gamla och moderna ritualer men även vardagliga bestyr i sina framträdanden.